# Jay Chang
Jay Steven Kapossy (Nova Jersey, 8 de março de 2001), mais frequentemente creditado na carreira musical como Jay Chang (hangul: 제이창) é um cantor estadunidense. Ele é membro do boygroup coreano One Pact, formado pela Armada Entertainment em novembro de 2023, e membro do grupo B.D.U, formado através do reality show Build Up: Vocal Boy Group Survival em março de 2024.
Ele fez sua estreia solo em 23 de novembro de 2020, com o single "Is You". E lançou o seu primeiro mini-álbum, Late Night, em 17 de outubro de 2023.

## Biografia e Carreira

### 2001–2017: Infância e adolescência
Jay Chang nasceu e cresceu em Nova Jersey, nos Estados Unidos, filho de mãe filipino-chinesa e de pai irlandês-húngaro. Seu pai foi músico durante a década de 1980, e Jay cresceu assistindo vídeos de seu pai se apresentando em shows noturnos, o que serviu de inspiração para sua entrada na indústria da música e, anos depois, inspirou o seu videoclipe "Rockstar" e o nome de seu álbum de estreia, "Late Night".
Jay conheceu o K-pop durante a adolescência, quando um amigo compartilhou um videoclipe do BTS no Instagram. Motivado por sua recém descoberta, ele começou a frequentar uma academia de treinamento com foco no K-pop em 2018.

### 2018: Under Nineteen
Em 2018, Jay foi chamado pela MBC para ser um dos concorrentes do programa de sobrevivência Under Nineteen, onde outros 57 trainees masculinos competiram para ser parte de um grupo de nove membros, que veio a se chamar 1the9. Jay foi eliminado na primeira rodada de eliminações, finalizando na 18° colocação.

### 2020–Presente: Estreia solo, Boys Planet, One Pact e B.D.U
Jay lançou o seu primeiro single no dia 23 de novembro de 2020, chamado de "Is You".
Em setembro de 2022, Jay assinou com a FM Entertainment e entrou no projeto M.O.N.T Arena. Ele lançou o single "Liar" no dia 30 de setembro do mesmo ano. Em dezembro, Jay foi anunciado como um concorrente do Boys Planet, reality de sobrevivência da Mnet, representando a FM Entertainment. O programa foi exibido de fevereiro até abril de 2023, e teve como objetivo criar um grupo de K-pop com nove membros, que mais tarde se tornaria o Zerobaseone. Ele não conseguiu fazer parte do grupo final e acabou sendo eliminado na decima colocação.
Em outubro de 2023 ocorreu o lançamento de "Late Night", primeiro EP de Jay Chang, juntamente com os videoclipes dos singles "I'll Be There" e "Rockstar", o nome do disco tem ligação direta com seu pai, que se apresentava em shows noturnos durante a década de 1980.
Jay debutou no grupo One Pact no dia 30 de novembro de 2023, sob o selo da Armada Entertainment, gravadora liderada por Kangnam. O grupo é composto por ex-participantes do Boys Planet. Eles fizeram sua estreia com o single "Must Be Nice".
Em janeiro de 2024, Jay foi anunciando como competidor no reality de sobrevivência "Build Up: Vocal Boy Group Survival". A final aconteceu no dia 29 de março do mesmo ano e o Jay, juntamente com seu time (Seunghun, membro do CIX, Bitsaeon, membro do M.O.N.T, e o trainee Kim Minseo) terminaram a competição em primeiro lugar, recebendo uma premiação de 100 milhões de wons e formando o grupo B.D.U, que será ativo por um período de 2 anos.
Em outubro de 2024, a FM Entertainment anunciou que Jay estaria lançando seu segundo mini-álbum em novembro do mesmo ano. E no mês seguinte, no dia 22, ocorreu o lançamento do EP Neighborhood, que possuía quatro músicas, das quais a maioria eram composições próprias. O álbum contou com a participação de Tag, membro do One Pact, em uma das faixas. 

## Discografia

### Extended plays
| Título      | Detalhes | Maior posição nos charts | Vendas    |
| Título      | Detalhes | KOR                      | Vendas    |
| ----------- | --- | ------------------------ | --------- |
| Late Night  | - Lançamento: 17 de outubro de 2023 - Gravadora(s): FM Entertainment - Formato(s): CD, download digital, streaming Track listing 1. "I'll Be There" 2. "Rockstar" 3. "Up To You" 4. "Sunlight" 5. "I'll Be There - Eng Ver." 6. "Rockstar - Eng Ver." | 23                       | - : 6 949 |
| Neigborhood | - Lançamento: 22 de novembro de 2024 - Gravadora(s): FM Entertainment - Formato(s): CD, download digital, streaming Track listing 1. "Paper Cut" 2. "LaSalle Ave" 3. "Four Seasons" 4. "What You Need" (ft. Tag [One Pact])                           | 44                       | - : 3 226 |

### Singles
| Título          | Ano  | Maior posição nos charts | Álbum            |
| Título          | Ano  | KOR                      | Álbum            |
| --------------- | ---- | ------------------------ | ---------------- |
| Is You          | 2020 | —                        | Música sem álbum |
| Liar            | 2022 | —                        | Música sem álbum |
| I'd Do Anything | 2023 | —                        | Música sem álbum |
| I'll Be There   | 2023 | —                        | Late Night       |
| Rockstar        | 2023 | —                        | Late Night       |
| LaSalle Ave     | 2024 | —                        | Neighborhood     |

### Créditos de composição
Todos os créditos foram retirados da base de dados da Associação de Direitos Autorais Musicais da Coreia (KOMCA).
| Título                         | Ano  | Artista   | Álbum        | Letra | Composição |
| ------------------------------ | ---- | --------- | ------------ | ----- | ---------- |
| "Is You (English Ver.)"        | 2020 | Jay Chang | —            | Yes   | Não        |
| "Liar"                         | 2022 | Jay Chang | —            | Yes   | Não        |
| "I'd Do Anything""             | 2023 | Jay Chang | —            | Yes   | Yes        |
| "I'll Be There"                | 2023 | Jay Chang | Late Night   | Yes   | Não        |
| "I'll Be There (English Ver.)" | 2023 | Jay Chang | Late Night   | Yes   | Não        |
| "Up To You"                    | 2023 | Jay Chang | Late Night   | Yes   | Não        |
| "Sunlight"                     | 2023 | Jay Chang | Late Night   | Yes   | Yes        |
| "Rockstar (English Ver.)"      | 2023 | Jay Chang | Late Night   | Yes   | Não        |
| "Lucky"                        | 2024 | M.O.N.T   | IDGAF        | Yes   | Não        |
| "Paper Cut"                    | 2024 | Jay Chang | Neighborhood | Yes   | Não        |
| "LaSalle Ave"                  | 2024 | Jay Chang | Neighborhood | Yes   | Yes        |
| "Four Seasons"                 | 2024 | Jay Chang | Neighborhood | Yes   | Yes        |

## Filmografia

### Programas de televisão
| Ano  | Programa                           | Papel       | Nota                                                             | Ref.  |
| ---- | ---------------------------------- | ----------- | ---------------------------------------------------------------- | ----- |
| 2018 | Under Nineteen                     | Concorrente | Eliminado no episódio 6; Terminou na 18° colocação.              | [ 4 ] |
| 2023 | Boys Planet                        | Concorrente | Eliminado no episódio 12; Terminou na 10° colocação.             | [ 4 ] |
| 2024 | Build Up: Vocal Boy Group Survival | Concorrente | Terminou na 1° colocação (com Seunghun, Kim Min-seo e Bitsaeon). | [ 8 ] |

### Vídeos musicais
| Ano  | Título                               | Diretor      | Ref.   |
| ---- | ------------------------------------ | ------------ | ------ |
| 2022 | "Liar"                               | SPNCR        | [ 2 ]  |
| 2023 | "Rockstar"                           | Desconhecido | [ 1 ]  |
| 2023 | "I'll Be There"                      | Desconhecido | [ 4 ]  |
| 2024 | "LaSalle Ave"                        | Desconhecido | [ 15 ] |
| 2024 | "What You Need" (ft. Tag [One Pact]) | Desconhecido | [ 15 ] |